# James Finn
James Finn (1806–1872) foi um diplomata britânico que serviu como cônsul em Jerusalém, então parte do Império Otomano (1846–1863).

## Biografia
James Finn chegou à região da Palestina em 1845 com sua esposa Elizabeth Anne Finn. Cristão devoto, ele era membro da Sociedade de Londres para a Promoção do Cristianismo entre os Judeus. Durante seus anos em Jerusalém, entretanto, não se envolveu em trabalho missionário. Comovido com a pobreza dos judeus da cidade, o casal dedicou-se a ajudá-los de diversas maneiras. Para melhor compreender a cultura judaica e suas fontes literárias, aprendeu iídiche e hebraico, sendo capaz de ler o texto da Bíblia no original.
Finn era um grande defensor do conceito de produtividade, ideologia muito em voga em sua época. Ele planejava oferecer meios para que os judeus se tornassem cidadãos produtivos. A venda de terras a estrangeiros era limitada, pois dependia de aprovação do sultão otomano, pelas leis vigentes até 1867. Em 1850, ele obteve uma autorização e comprou um terreno em Talbieh com o objetivo de construir lá sua residência de verão. Comprometido em ajudar os judeus a realizarem trabalhos produtivos, ele contratou muitos deles para trabalhar na construção. Quando ficou pronta, ele se tornou o primeiro europeu a residir, ainda que por alguns meses do ano, fora da proteção das muralhas de Jerusalém.

## Kerem Avraham

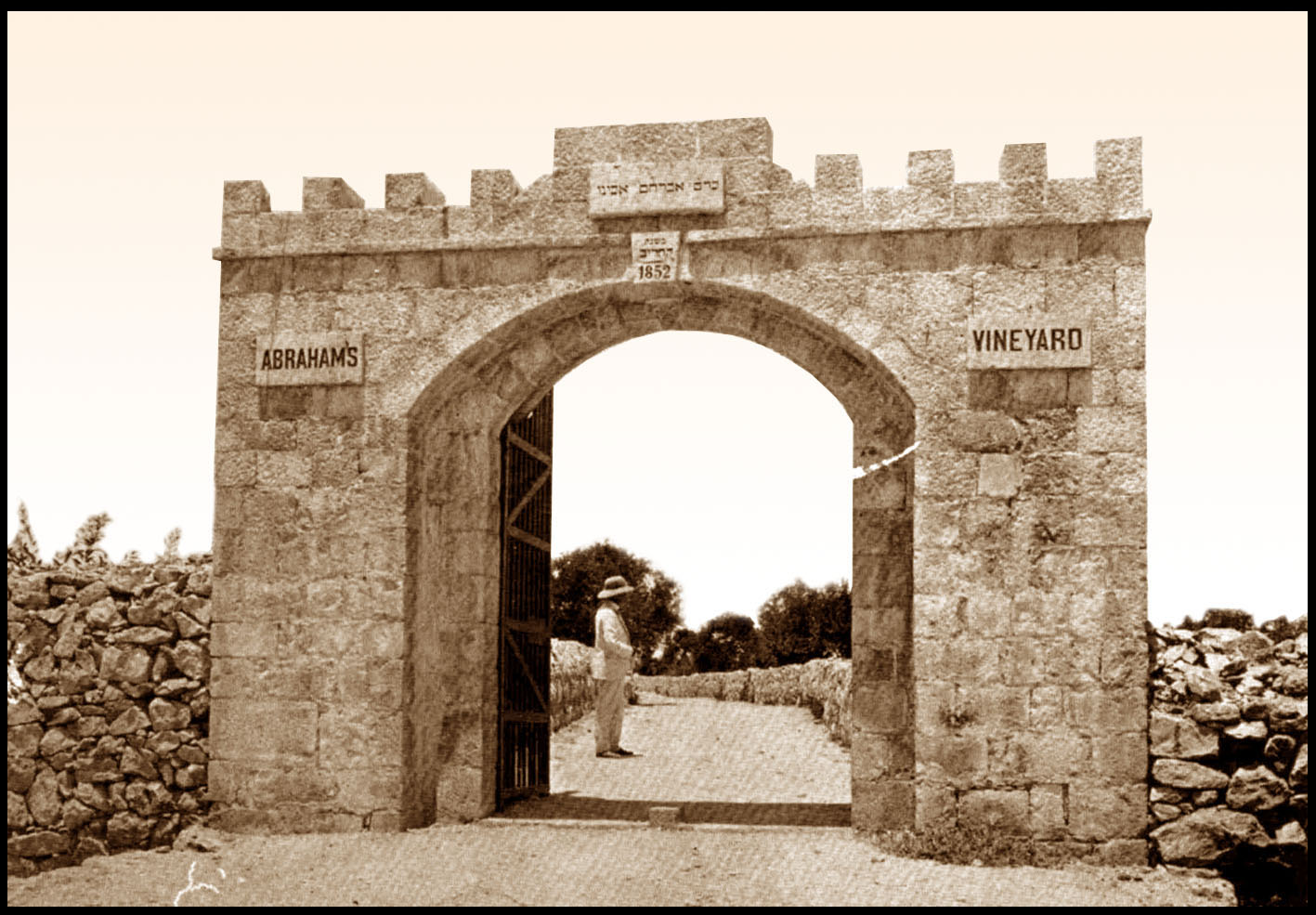
James Finn na entrada do Vinhedo de Abraão (Kerem Avraham)

Em 1852, a pedido de sua esposa, ele buscou uma nova autorização e comprou um terreno bem maior, com dez acres, para criar uma fazenda para treinar judeus de Jerusalém para se tornarem autossuficientes em agricultura e construção. Uma nova casa, construída nessa fazenda, ainda existia em 2007 na Rua Ovadia. Era um terreno árido, igualmente fora dos muros da Cidade Antiga de Jerusalém, e era chamado de Karm al-Khalil (em árabe, "Vinhedo de Abraão", ou literalmente "Vinhedo do Mais Querido", que em hebraico se tornou Kerem Avraham). £250 um A fazenda era gerenciada por um cristão e deu origem ao bairro de Kerem Avraham.
Alguns rabinos se opunham aos esforços de Finn, por achar que os judeus da cidade deviam se dedicar somente ao trabalho religioso, vivendo apenas da caridade recebida de outros países. Havia ainda a desconfiança da intenção de Finn em tentar convertê-los ao cristianismo. Mas a possibilidade de um modo de vida independente da caridade acabou sendo bem recebida, especialmente entre os judeus asquenazes. E o projeto de Finn contribuiu para a ideia de judeus trabalhando na terra, que futuramente seria um importante pilar da colonização judaica na região. 
Em 1855, ele contratou trabalhadores judeus para construir sua casa no atual bairro de Geula, em Jerusalém. Foi o terceiro edifício construído fora dos muros da Cidade Velha.  Também encomendou a construção de cisternas para armazenamento de água e uma fábrica de sabão que produziu sabonetes de alta qualidade que eram vendidos para turistas.
Finn também ajudou a estabelecer uma fazenda experimental para judeus pobres de Jerusalém, na vila de Artas, nos arredores de Belém.

## Carreira consular
Finn foi removido de seu posto em 1863. Seus superiores achavam que ele demonstrou muito envolvimento pessoal nos assuntos locais. Sua insolvência e seus conflitos com Samuel Gobat, o bispo protestante de Jerusalém, também contribuíram para a sua remoção. 

## Livros (lista parcial)

### Por James Finn
Em ordem cronológica da primeira publicação.
- The Jews in China, London: Wertheim, 1843. -University of Hong Kong Libraries, Digital Initiatives, China Through Western Eyes
- Byeways in Palestine, Adamant Media, Boston, 2002 reprint of the London 1868 original. 482pp. ISBN 1-4021-9272-X
- The Orphan Colony of Jews in China. Containing a letter received from themselves, with the latest information concerning them. London: James Nisbet, 1872.
- Stirring Times: Or Records from Jerusalem Consular Chronicles of 1853 to 1856., Edited by Elizabeth Anne Finn. vol. 1. London 1878. The full text, archive.org, Original: Harvard. Can download PDF.
- Stirring Times: Or Records from Jerusalem Consular Chronicles of 1853 to 1856., Edited by Elizabeth Anne Finn. vol. 2. London 1878. The full text, archive.org, Original: Harvard. Can download PDF.

### Por Elizabeth Anne McCaul Finn
- A Home in the Holy Land. A tale illustrating customs and incidents in modern Jerusalem. Adamant Media, Boston, 2002 reprint of the London 1866 original. ISBN 978-1-4021-1768-8
- A Third Year in Jerusalem. A tale illustrating customs and incidents of modern Jerusalem; or, a sequel to "Home in the Holy Land". Adamant Media, Boston, 2002 reprint of the London 1869 original. ISBN 978-1-4021-1053-5